# NGC 61B
NGC 61B (ook wel NGC 61-2) is een lensvormig sterrenstelsel in het sterrenbeeld Walvis. Het hemelobject ligt dicht bij een ander sterrenstelsel dat het nummer NGC 61A draagt.
NGC 61B werd op 10 september 1785 ontdekt door de Britse astronoom William Herschel.

## Synoniemen
- GC 30
- H 3.428
- h 14
- MCG -01-01-063
- PGC 1085
- VV 742